# 文件交换协议
文件交换协议（英語：File Exchange Protocol，简称为 FXP）是用於在服务器之间進行文件傳輸的協議。这个协议控制着两个支持 FXP 协议的服务器，在无需人工干预的情况下，自动地完成传输文件的操作。利用支持 FXP 的 FTP客户端，可以实现站点间的对传，免去了下载到用戶本機端的麻烦。